# Arnošt Muka
Arnošt Muka, németül Ernst Mucke (Großhänchen, 1854. március 10. – Bautzen, 1932. október 10.) német és szorb író, nyelvész, tudós.

## Életútja
1854. március 10-én Großhänchenben (Wulki Wosyk) született, amely 1994 óta Burkau (Porchow) része. Lipcsében tanult teológiát, klasszikus és szláv nyelveket. Mivel a szorb nyelv elkötelezett aktivistája volt ezért 1883-ban Chemnitzbe helyezték, majd Freibergbe gimnáziumi tanárnak. 1917-ben költözött vissza Bautzenbe (Budyšin) a szorb kisebbség kulturális központjába, ahol 1932. október 10-én hunyt el.
Muka 1881-ben megnősült, első felesége 1893-ban halt meg. 1909-ben feleségül vette Aloisia Valentinát, született Loska Irmlerová.

## Művei
- De dialectis Stesichori, Ibyci, Simonidis, Bacchylidis aliorumque poetarum choricorum cum Pindarica comparatis (1879, Lipcse)
- Statistika łužiskich Serbow [Statistik der Lausitzer Sorben] (1884–1886, Selbstverlag, Budyšin)
  - deutsche Übersetzung: Statistik der Lausitzer Sorben. Übersetzt und bearbeitet von Robert Lorenz, Domowina-Verlag (2019, Bautzen)
- Historische und vergleichende Laut- und Formenlehre der niedersorbischen (niederlausitzisch-wendischen) Sprache. Mit besonderer Berücksichtigung der Grenzdialecte und des Obersorbischen (= Preisschriften, gekrönt und herausgegeben von der Fürstlich Jablonowskischen Gesellschaft zu Leipzig, Band 28) (1891, Lipcse)
- Wörterbuch der nieder-wendischen Sprache und ihrer Dialekte.
  - Band 1: A–N. Verlag der Russischen und Čechischen Akademie der Wissenschaften (1911, Szentpétervár, 1926, Prága)
  - Band 2: O–Ź. Verlag der Böhmischen Akademie für Wissenschaft und Kunst (1928, Prága)
  - Band 3: Familiennamen, Ortsnamen, Flurnamen, Nachträge. Verlag der Böhmischen Akademie für Wissenschaft und Kunst (1928, Prága)
- Bausteine zur Heimatkunde des Luckauer Kreises (1918, Luckau)
- Serbsko-němski a němsko-serbski přiručny słownik [Wendisch-deutsches und deutsch-wendisches Handwörterbuch] (1920, Bautzen)
- Serbske swójźbne a městnostne ḿeńa Dolneje Łužyce. Wendische Familien- und Ortsnamen der Niederlausitz (1928, Prága)[5]
- Ernst Eichler: Abhandlungen und Beiträge zur sorbischen Namenkunde (1881–1929) (= Slavistische Forschungen, Band 45) (1984 Köln és Bécs)

## Fordítás
Ez a szócikk részben vagy egészben  az   Arnošt Muka című angol Wikipédia-szócikk ezen változatának fordításán alapul.  Az eredeti cikk szerkesztőit annak laptörténete sorolja fel. Ez a jelzés csupán a megfogalmazás eredetét és a szerzői jogokat jelzi, nem szolgál a cikkben szereplő információk forrásmegjelöléseként.